# Endrefalva
Endrefalva là một thị trấn thuộc hạt Nógrád, Hungary. Thị trấn này có diện tích 13,23 km², dân số năm 2010 là 1314 người, mật độ 99 người/km².